# 和諧蕈珊瑚
和諧蕈珊瑚（学名：Fungia (Verrillofungia）为蕈珊瑚科蕈珊瑚屬下的一个种。